# Tangentialflussfiltration
Die Tangentialflussfiltration, auch Tangential-Flow-, Querstrom- oder Cross-Flow-Filtration genannt, ist eine Methode zum Filtrieren von Flüssigkeiten. Sie wird in der chemischen, Lebensmittel- und Pharmaindustrie angewandt. Anders als bei der Kuchenfiltration, die ebenfalls zur Gruppe der Oberflächenfiltration gehört, wird bei der Tangentialflussfiltration die Bildung eines Filterkuchens weitgehend vermieden.
Eine Sonderform der Tangentialflussfiltration stellt die Diafiltration dar.
In der Natur kommt die Querstromfiltration bei planktonfiltrierenden Tieren vor, z. B. bei Fischen in der Kiemenreuse, und bei der Entfernung harnpflichtiger Stoffe aus dem Blut über das Glomerulum der Nieren.
Eine bekannte Anwendung ist der Fallrohrfilter zur Regenwassernutzung. Hier wird ein Teil der Rohrwandung eines Regenfallrohrs durch ein Sieb oder ein Gitter ersetzt. Das an der Rohrwandung herablaufende Wasser tritt durch das Gitter hindurch und wird aufgefangen, während Laub und Ähnliches am senkrecht montierten Sieb hinabgeleitet und mit dem restlichen Regenwasser in die Kanalisation gespült wird.

## Prinzip

Tangentialflussfiltration (Schema)

Bei der Querstromfiltration wird die zu filtrierende Suspension mit einer Geschwindigkeit von etwa 2,5 bis 3 m/s parallel einer Membran oder eines Filtermediums gepumpt und das Permeat (auch Filtrat genannt) quer zur Fließrichtung abgezogen. Die aufgrund der turbulenten Strömung an der Filteroberfläche auftretenden Scherkräfte lassen sich in Abhängigkeit vom Volumenstrom variieren.
Durch die hohe Geschwindigkeit wird weitgehend vermieden, dass sich ein Filterkuchen (Deckschicht oder Fouling) aus den abzutrennenden Feststoffpartikeln auf der Membran aufbaut. Er würde den Filtrationswiderstand und damit den Druckverlust über den Filter erhöhen, was mit einem höheren apparativen und energetischen Aufwand verbunden wäre.
Während bei gewöhnlichen Filtern die abzuscheidenden Feststoffe als Filterkuchen gewonnen werden, kann in der Querstromfiltration der Feststoff nur soweit konzentriert werden, dass die Suspension noch pumpbar ist; das Filtrat ist in beiden Fällen frei von Feststoffen. Der die Membran nicht passierende Teil des Flüssigkeitsstroms wird Retentat genannt.

## Bauweisen
Im Gegensatz zu statischen Filtrationstechniken ist die Tangentialflussfiltration in der Lage, Flüssigkeiten mit relativ hohen Trubstoffgehalten zu klären.
Besonders dafür geeignet sind Hohlfasern (Kapillarmembran oder auch Hohlfäden genannt), deren Leistungsfähigkeit noch durch den Pinch-Effekt verstärkt wird. Eine übliche Hohlfaser hat einen Innendurchmesser von ca. 1,5 mm (3,0 mm bis 0,1 µm möglich) und eine Porengröße von 200 bis 5 nm (2000 nm bis 1,0 nm möglich). Je nach Anwendung werden hunderte bis tausende Kapillaren in Modulen zusammengefasst und vergossen (Hohlfasermodule). Mit Hilfe einer Zirkulationspumpe wird das unfiltrierte Produkt solange durch die Kapillaren zirkuliert, bis die Trubstoffe im Retentat so konzentriert sind, dass eine Entleerung und Reinigung erforderlich wird.

## Einsatzgebiete
Bevorzugte Einsatzgebiete sind Bereiche, in denen mit hohem Partikelaufkommen oder großen Konzentrationsgradienten gerechnet werden muss. Durch das permanente Abströmen des Retentats stellt sich bei nicht weiterem Konzentrieren ein Gleichgewichtswert ein, der lange gehalten werden kann.
Große Bedeutung hat die Tangentialflussfiltration in der
- Getränkefiltration und
- Dialyse,

aber auch in allen anderen Bereichen der Membrantechnik:
- Mikrofiltration
- Ultrafiltration
- Nanofiltration
- Gastrennung
- Pervaporation
- Umkehrosmose.

## Wirtschaftlichkeit

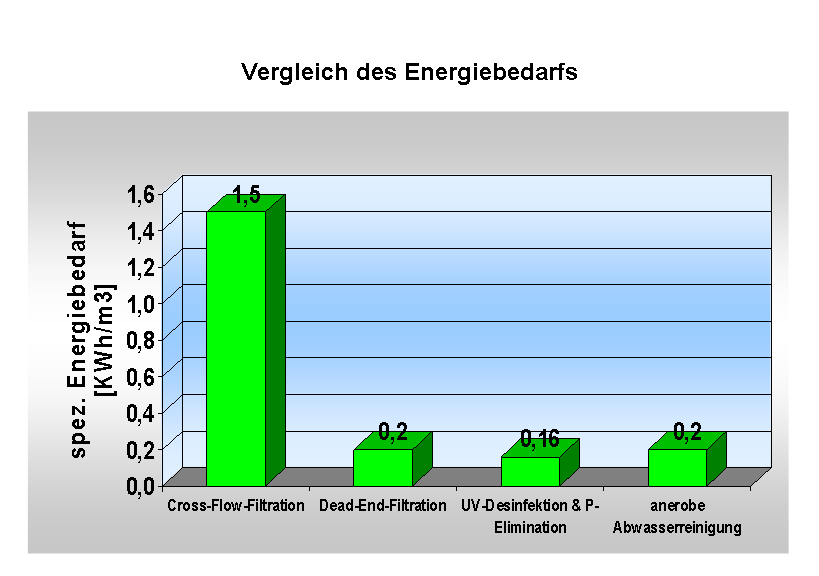
Energiebedarf verschiedener Abwasserreinigungsverfahren

Charakteristische Merkmale der Tangentialflussfiltration sind die weitgehende Eliminierung von Filterhilfsmitteln, d. h. ihrer Beschaffung, Lagerung, Handhabung und Entsorgung, sowie die rasche, arbeitsextensive und qualitätsschonende Verarbeitung.
Jedoch hat die Tangentialflussfiltration verglichen mit anderen Filtrationstechniken eine geringe Energieeffizienz, ein großer Teil der in die Förderung der Einspeisung (Feed) investierten Energie geht nämlich durch das Retentat verloren. Deshalb wird an Stellen, wo auf Tangentialflussfiltration verzichtet werden kann, immer stärker auf die Dead-End-Filtration zurückgegriffen.